# Johann Wilhelm Jacob
Johann Wilhelm Jacob (* 23. August 1816 in Kaiserslautern; † 3. September 1888 ebenda) war ein pfälzischer Rentier und Gutsbesitzer. Er war von 1869 bis 1875 bayerischer Landtagsabgeordneter.

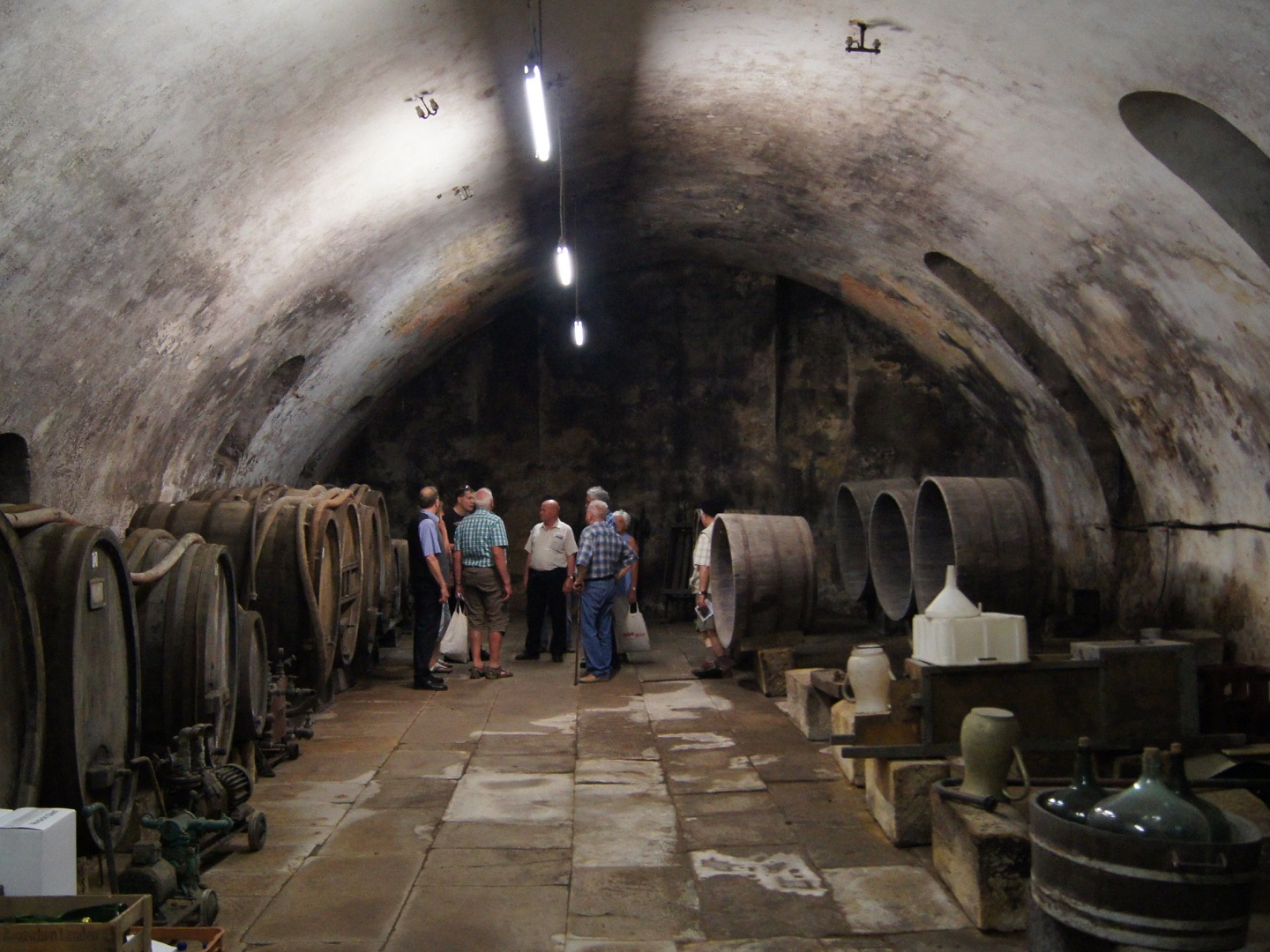
Weinkeller des Pfaffenhofs

## Leben
Jacob war Sohn des Ökonomen, Gutsbesitzers und Landtagsabgeordneten Johann Nicolaus Jacob (1774–1856) und der Charlotte Späth (1778–1845). Von seinem Vater übernahm er ein Weingut in Herxheim am Berg, den heutigen Pfaffenhof, das seine Enkel 1911 wieder veräußerten. In Kaiserslautern war er an einigen Unternehmen und Firmengründungen beteiligt.
Nach dem Tod von Franz Tafel folgte er diesem am 31. März 1869 in den 22. Landtag der bayerischen Kammer der Abgeordneten. Sein Wahlkreis war Kirchheim-Kaiserslautern, seit 1877 Kaiserslautern. Jacob gehörte der Bayerischen Fortschrittspartei an und wurde 1869 und 1875 durch Wahlen in seinem Amt bestätigt, reichte aber dann sein Austrittsgesuch ein, das zum 21. Oktober 1875 genehmigt wurde. Sein Nachfolger wurde Philipp Peter Schmidt, der eine Verwandte Jacobs zur Frau hatte.
Jacobs denkmalgeschütztes Grab rahmt in der Südansicht mit dem Grab des Bauunternehmers Leonhard Kröckel die Leichenhalle des Hauptfriedhofs ein. Wie diese zeigt Jacobs Grab eine Fackel und Kröckels Grab das Kreuz. Sein Enkel Karl Theodor Jacob (1908–1980) war Mitglied der CSU und Landrat der einstigen Landkreise Lohr am Main und Berchtesgaden sowie erster Präsident der Bayerischen Landesbank. Jacobs jüngster Bruder, der Arzt und Autor Carl Jacob, wurde 1865 Mitglied und Sekretär des pfälzischen Landrats und war von 1873 bis 1882 Präsident dieses Bezirksparlaments. Nach der Familie ist die Jacobstraße in Kaiserslautern benannt.